# Poskrom

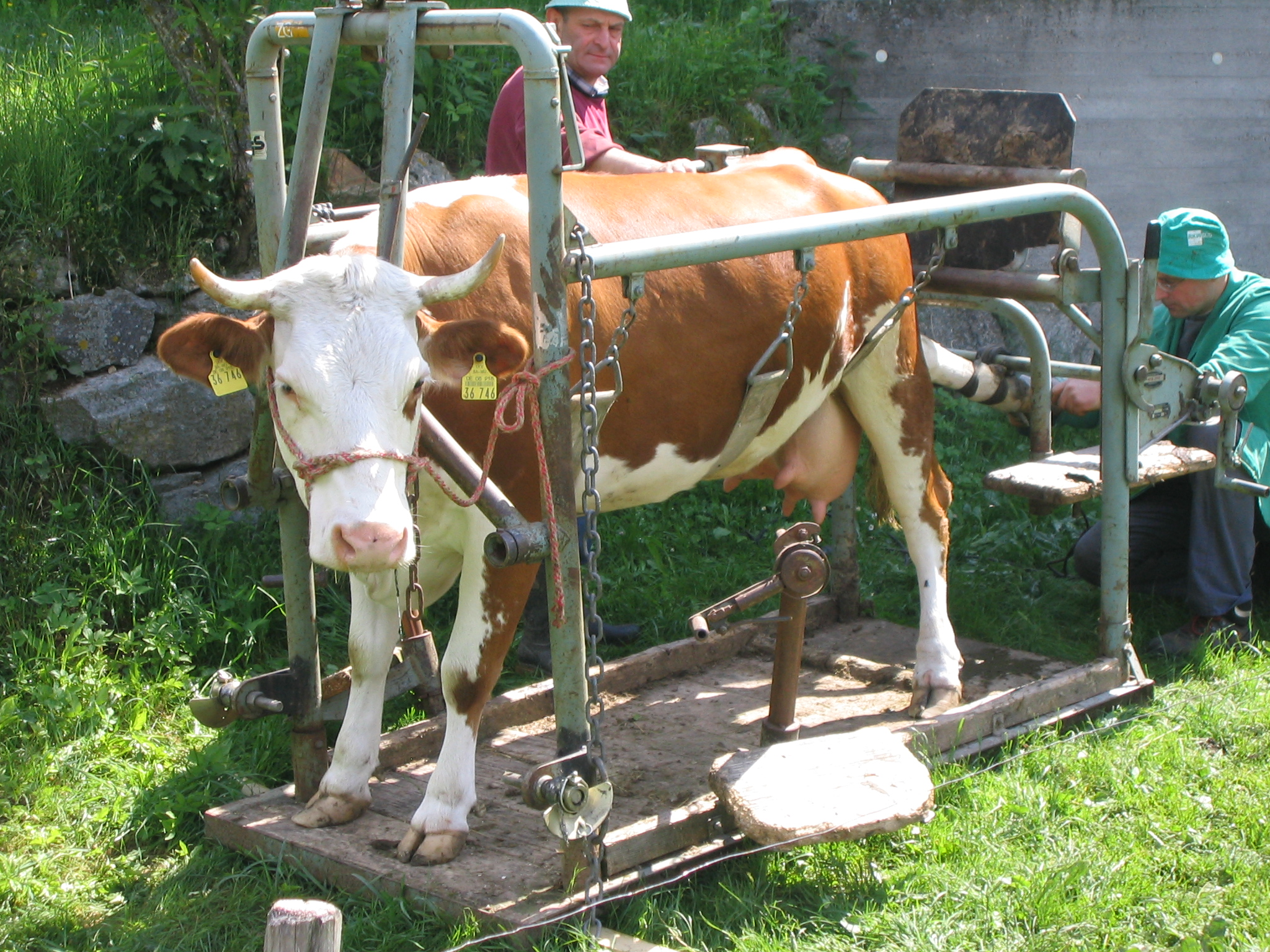
Krowa w poskromie

Poskrom – urządzenie zbudowane z materiału o dużej wytrzymałości, dawniej z drewna, a współcześnie z kształtowników metalowych, zwykle wyposażone w uchwyty i pasy umożliwiające skrępowanie oraz unieruchomienie dużego zwierzęcia w celu wykonania zabiegu weterynaryjnego lub operacji.